# Axel Sjögren
Johan Axel Sjögren (även känd som Axel J. Sjögren), född 12 april 1877 i Gladhammars socken, död 11 juni 1962 i Stockholm, var en svensk arkitekt.

## Biografi
Efter studenten vid Norra Real i Stockholm läste han vid Kungliga tekniska högskolan med examen 1904. Han var verksam i Stockholm från 1903 och var assistent i husbyggnadslära vid högskolan 1913-14. Efter inbjudan av kyrkorådet i Bromma fick han 1908, i konkurrens med Gustaf Hermansson, uppdraget att rita Sundbybergs kyrka. Sjögren hade varit anställd hos Carl Bergsten och hämtar tydliga influenser från dennes Hjorthagskyrkan.

## Verk i urval
- Askersunds sparbank, Sundsbrogatan 20 - Lilla Bergsgatan, Askersund 1908-1910
- Blommensbergsskolan (Borgen, nu riven), 1909
- Sundbybergs kyrka, 1909–1911.
- Bällstalundsskolan, 1912
- Hyreshus, Karlbergsvägen 72, Stockholm, 1912 (fasader)
- Slottsholmsrestauranten, Västervik, 1913 (nedbrunnen 1950)
- Klubbhus på Skansholmen, Västervik  1913
- Byggnader för Mjölkcentralen, Torsgatan 12-20, Stockholm, 1914
- Tillbergska, numera Villa Sydamerika, Västervik, 1913
- Bostadshus, Storgatan 25 och 32, Västervik, 1915
- KF:s margarinfabrik, Norrköping, 1921
- Göteborgs Enskilda Bank, Hamngatan 33, Västervik, 1925.
- Göteborgs Enskilda Bank, St Torget 2, Norrtälje 1928.
- Hyreshus, Bergsundgatan 7, Stockholm, 1930-1933, 22, 1930-1931, 21 och 23, 1930-1932, 6 och 8, 1939-1941, 10, 1940-1941;
- Hyreshus, Möregatan 3 - Tjustgatan 4, Stockholm, 1936-1937
- Hyreshus, Bergsundsstrand 23-25, Stockholm 1937-1938
- Hyreshus, Brantingsgatan 45-47, Stockholm, 1938
- Hyreshus, Slipgatan 3, Stockholm, 1939-1940, 7, 1939-1941
- Fabriksbyggnad för Choklad-Thule, Stockholm, 1939

## Bilder

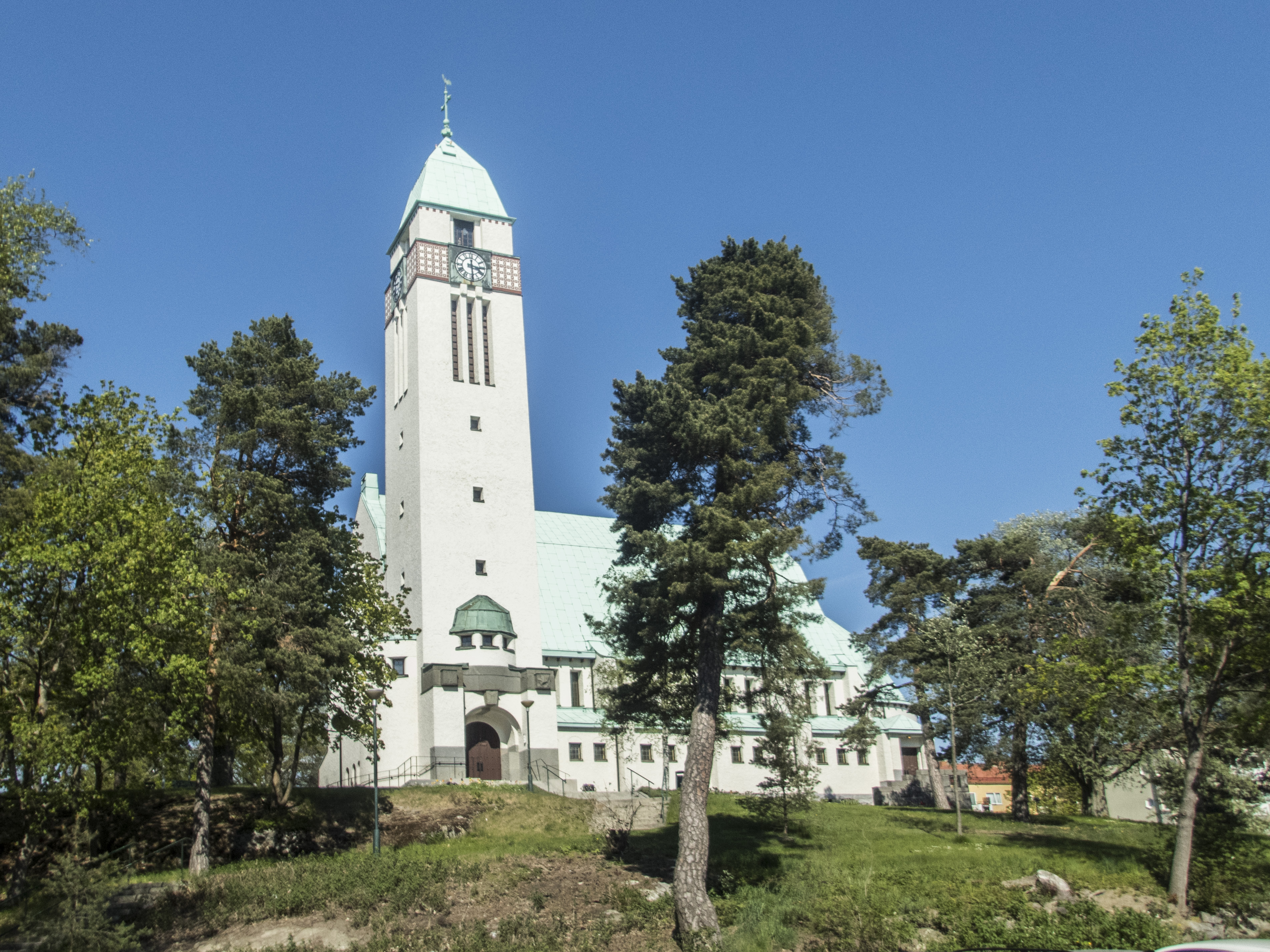
Sundbybergs kyrka
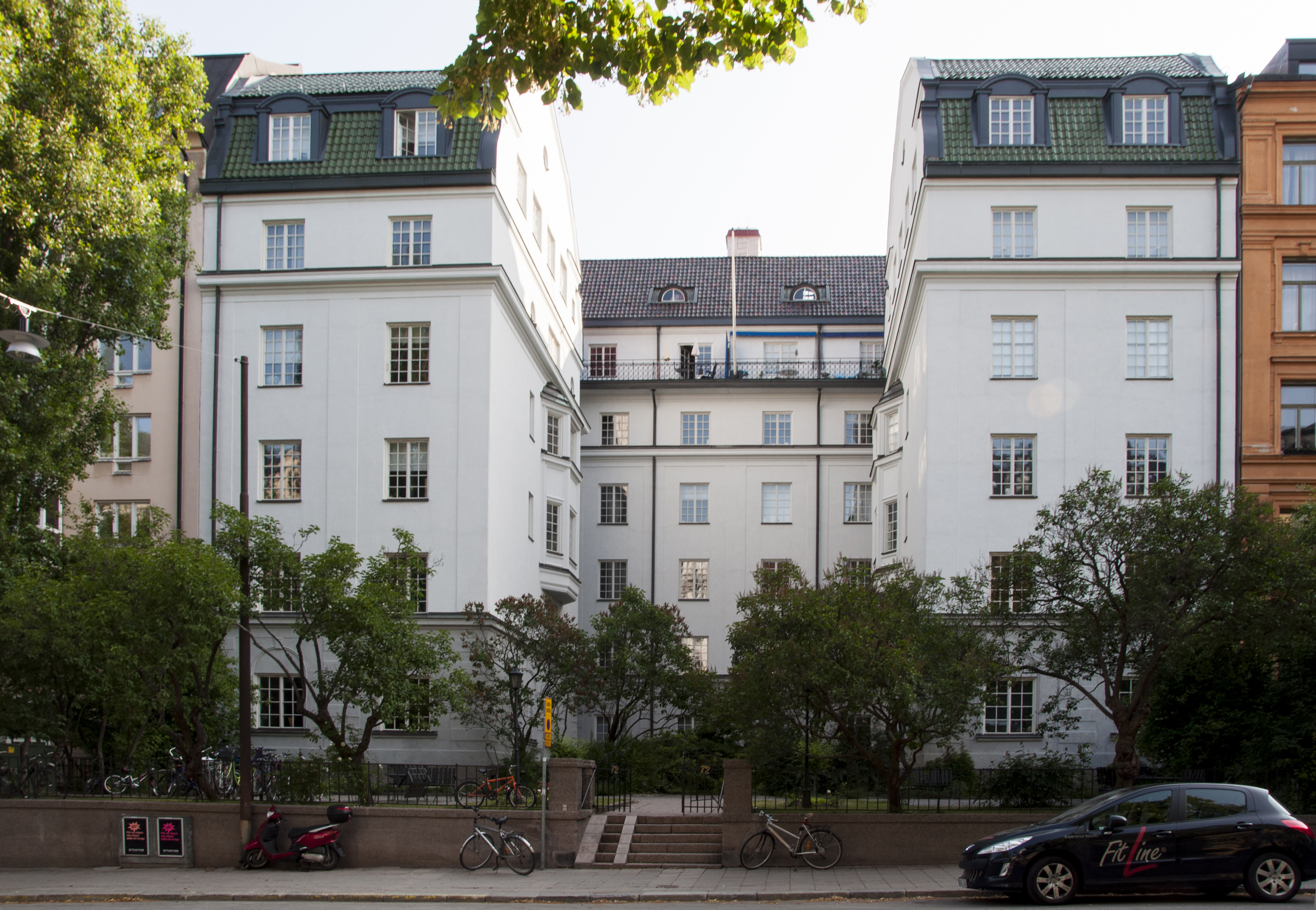
Karlbergsvägen 72, Stockholm
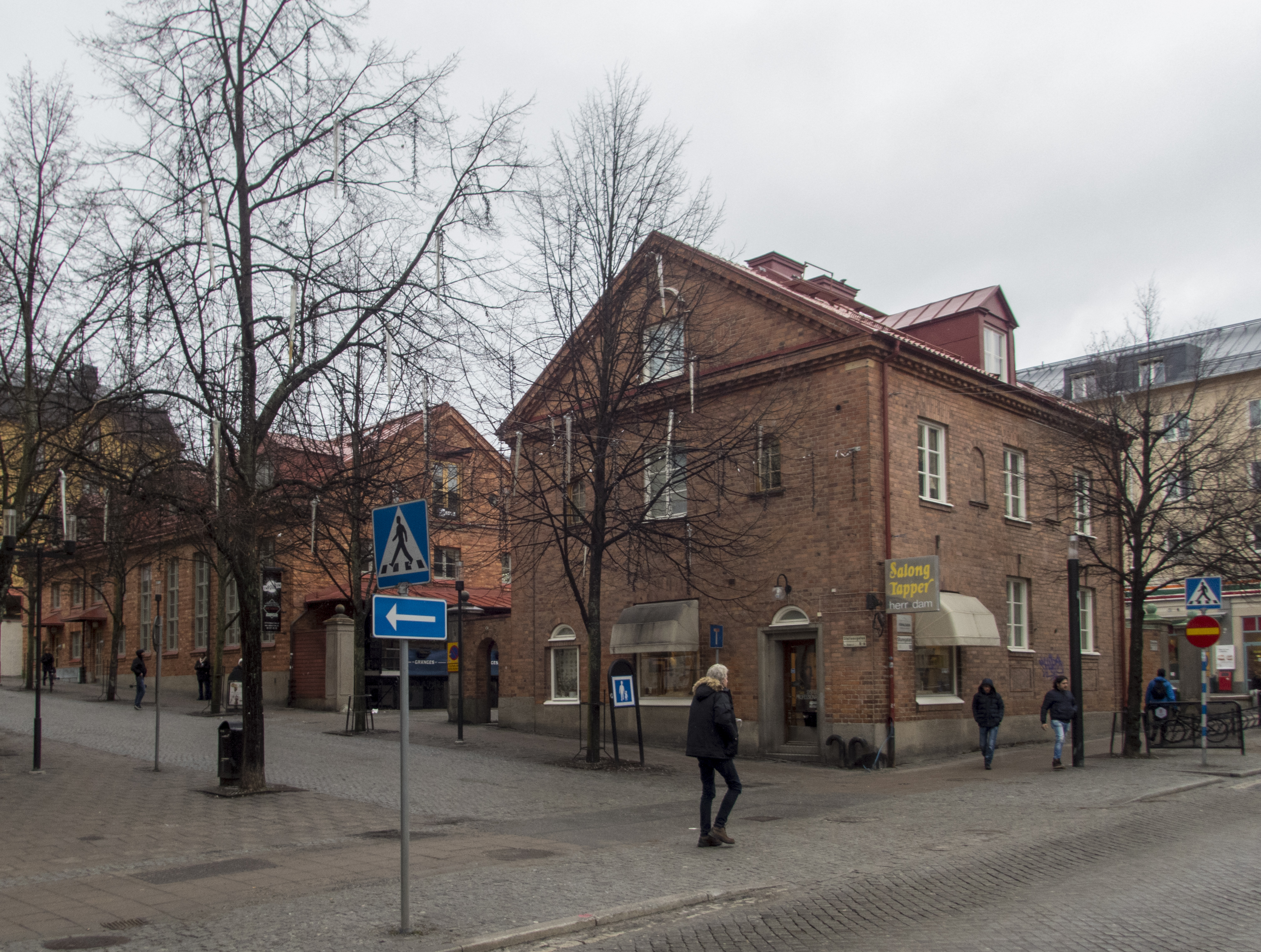
Mejeriet, Sundbyberg
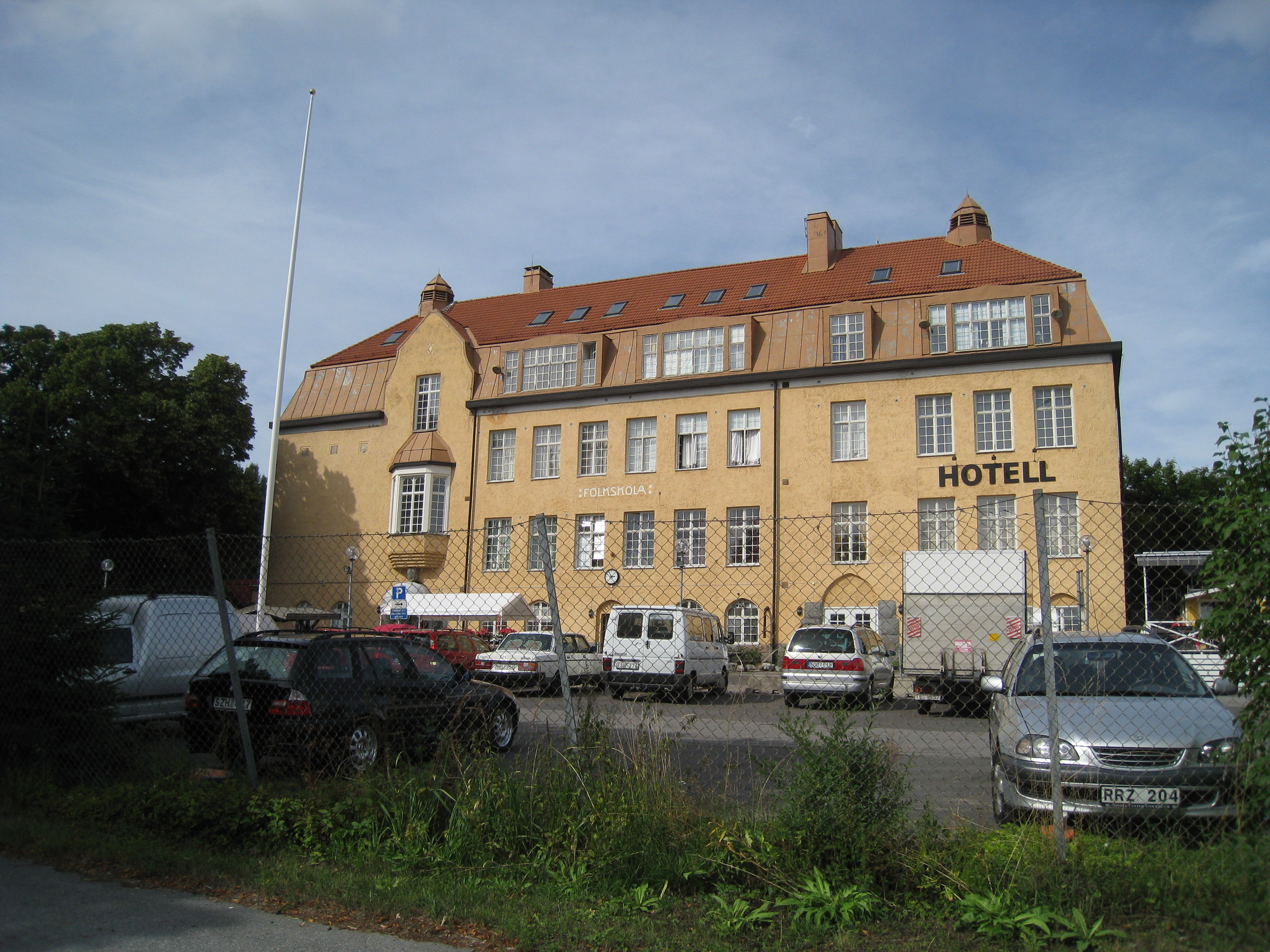
Bällstalundsskolan
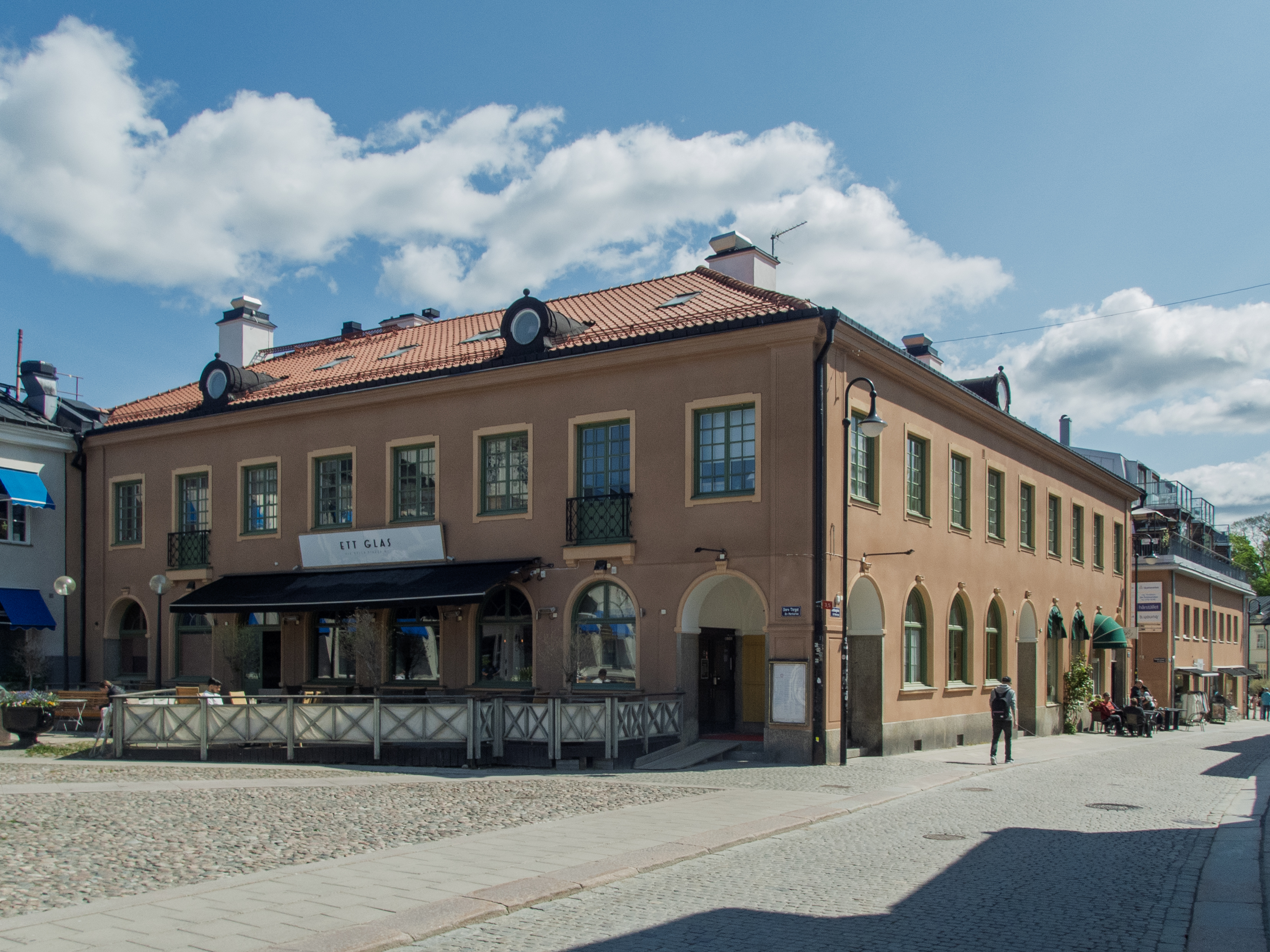
Göteborgsbanken, Norrtälje
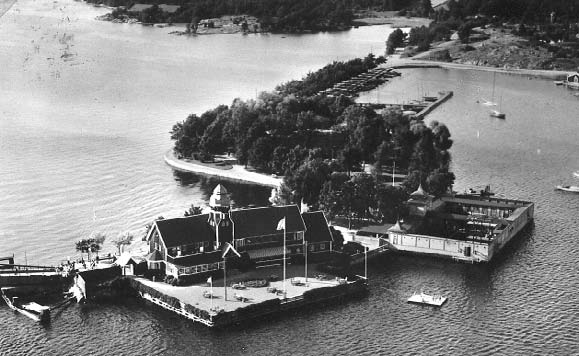
Slottsholmsrestauranten, Västervik